# Theodoros Christodoulou
Theodoros Christodoulou (griechisch Θεόδωρος Χριστοδούλου; * 12. März 1977 in Nikosia) ist ein ehemaliger zyprischer Skirennläufer.

## Karriere
Christodoulou gab sein internationales Renndebüt am 25. Februar 1995 bei einem FIS-Slalom im Troodos-Gebirge. Sein erstes internationales Großereignis bestritt er zwei Jahre später bei den Weltmeisterschaften in Sestriere. Dort schied er jedoch sowohl im Riesenslalom als auch im Slalom aus.
In den darauffolgenden Jahren startete Christodoulou hauptsächlich bei FIS-Rennen in Süd bzw. Südosteuropa.
Erfolgreicher verlief 2001 seine zweite Teilnahme an Weltmeisterschaften. Bei den Wettkämpfen in St. Anton am Arlberg belegte als er als beste Platzierung im Riesenslalom den 39. Platz.
Im darauffolgenden Jahr war Christodoulou erstmals bei Olympischen Winterspielen am Start. In Salt Lake City konnte er jedoch die Leistungen des Vorjahres nicht wiederholen, so erreichte er lediglich Platz 54 im Riesenslalom, im Slalom schied er aus.
Im März 2004 gewann Christodoulou in Mzaar Kfardebian im Libanon binnen 24 Stunden seine beiden einzigen FIS-Rennen.
Sein erfolgreichstes internationales Großereignis wurden die Olympischen Winterspiele 2006 in Turin mit Rang 34 im Riesenslalom bzw. Rang 38 im Slalom.
Zum letzten Mal als Rennläufer in Erscheinung trat Christodoulou im März 2007 bei einigen Citizen in Mzaar Kfardebian.

## Erfolge

### Olympische Winterspiele
- Salt Lake City 2002: 54. Riesenslalom, DNF Slalom
- Turin 2006: 34. Riesenslalom, 38. Slalom

### Weltmeisterschaften
- Sestriere 1997: DNF Riesenslalom, DNF Slalom
- St. Anton 2001: 39. Riesenslalom, 42. Slalom
- St. Moritz 2003: 59. Riesenslalom, DNF Slalom
- Bormio 2005: 48. Slalom, 58. Riesenslalom

### Winter-Universiade
- Jasná 1999: 75. Riesenslalom, DNF Slalom

### Weitere Erfolge
- 6 Podestplätze bei FIS-Rennen, davon 2 Siege